# Cal Pastor (la Curullada)
Cal Pastor és una casa del poble de la Curullada, al municipi de Granyanella (Segarra) inclosa en l'Inventari del Patrimoni Arquitectònic de Catalunya.

## Descripció
Es tracta d'una casa antiga i restaurada al llarg del temps, situada al nucli antic del poble, amb la façana estucada, la qual només ha conservat com a element destacable el balcó de pedra local de la façana principal.

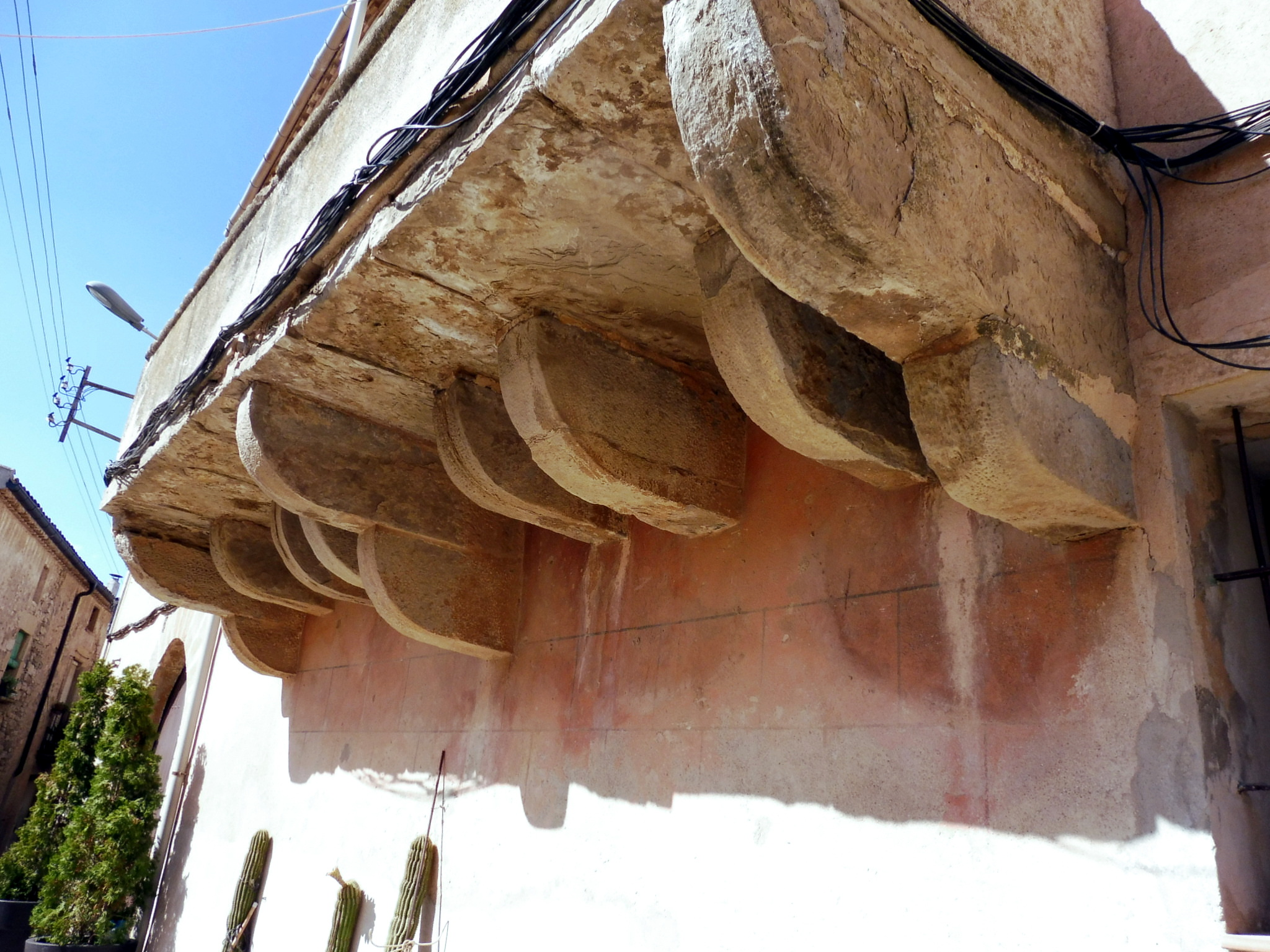
Detall del balcó

Aquest balcó engloba dues obertures a l'exterior, està sostingut per nou mènsules de forma arrodonida i de diferent dimensió; s'hi pot observar tres mènsules de majors dimensions situades als extrems i al mig del balcó, les quals tenen la funció principal de sostenir tot el pes de l'estructura, mentre que entremig d'aquestes s'hi pot observar sis mènsules de menors dimensions repartides en grups de tres i que ajuden també a sostenir el balcó. També cal destacar la barana, en la qual també s'utilitza la pedra per a la seva realització.

## Història
Obra realitzada en el moment en què al poble de La Curullada es realitzaren importants obres arquitectòniques com la remodelació de l'antic castell o la construcció de la nova església. Aquest tipus de balconades són típiques d'aquest període i a la comarca en trobem diversos exemples.